# ويل هال
ويل هال (بالإنجليزية: Will Hall)‏ هو لاعب كرة قدم أمريكية أمريكي، ولد في 10 مايو 1980 في أموري في الولايات المتحدة.